# SeaWorld
SeaWorld és una cadena de parcs de mamífers marins dels Estats Units amb instal·lacions a Orlando, San Diego i San Antonio. Els seus parcs són una barreja de delfinaris (amb lleons marins, ossos polars, manatís, pingüins, dofins i orques) i parcs d'atraccions. A més a més, SeaWorld duu a terme programes de reproducció per protegir espècies amenaçades de l'extinció.
Els parcs són propietat de SeaWorld Parks & Entertainment, filial del Blackstone Group.
El 2019, SeaWorld Orlando tingué uns 4,64 milions d'habitants, xifra que el situava al desè lloc en la classificació de parcs d'atraccions més visitats de Nord-amèrica. SeaWorld San Diego estava en catorzè lloc amb uns 3.74 milions de visitants.
La principal atracció és l'espectacle en viu amb les orques, que es fa cada dia. Des del 2006 hi ha un espectacle anomenat Believe, en el qual la fascinació amb aquests animals s'acosta al públic. Substitueix l'antic espectacle The Shamu Adventure. El 2011 s'estrenà OneOcean. Des del 2017 es fa l'espectacle Orca Encounter a SeaWorld San Diego. Conté menys elements d'espectacle i menys música, però molta més informació sobre les orques. El 2020 s'estengué Orca Encounter als altres dos parcs de la cadena.